# Séisme de 2001 au Pérou
Le séisme de 2001 au Pérou fut un séisme de magnitude 8.4 sur l'échelle de Richter, qui est survenu le 23 juin 2001 à 15:33:14, heure locale (soit 20:33:14 UTC). Il a frappé les régions d'Arequipa, de Moquegua et de Tacna. C'est le séisme le plus dévastateur au Pérou depuis celui de 1970.

## Contexte
Le séisme est survenu en limite de la plaque sud-américaine et de celle de Nazca. Les deux convergent à un rythme de 78 mm par an. Le sud péruvien possède une histoire riche en séisme. L'épicentre était situé juste au sud-est de celui de 1996, cette même partie des plaques avait subi une autre secousse de magnitude 9 en 1868.

## Conséquences
Au total on a dénombré 75 personnes tuées dont 26 par le tsunami associé, 2 687 blessées, 17 510 maisons détruites et 35 549 endommagées. On a recensé également 64 personnes disparues.
De nombreux monuments d'Arequipa furent touchés, comme la cathédrale Notre-Dame dont une tour s'est effondrée. Elle fut restaurée en 2002.
Le séisme fut ressenti également au nord du Chili, dans la région d'Arica, ainsi qu'en Bolivie. Le tsunami a atteint une hauteur maximale de 7 mètres par endroits, en s'enfonçant parfois d'un kilomètre à l'intérieur des terres.

## Référence
- (en) Cet article est partiellement ou en totalité issu de l’article de Wikipédia en anglais intitulé « 2001 southern Peru earthquake » (voir la liste des auteurs).